# Кавендиш, Кристиан, графиня Девонширская
Кристиан Кавендиш (урож. Брюс), графиня Девонширская (англ. Christian Cavendish, (née Bruce) Countess of Devonshire; 1595 — 16 января 1675) — англо-шотландская аристократка, носила титул графини Девонширской.

## Биография
Кристиан Кавендиш родилась в семье Эдварда Брюса, 1-го лорда Кинлосса и его жены Маргарет Клерк; упоминается, что она получила такое имя, потому что родилась в Рождество или незадолго до него.
В возрасте 12 лет Кристиан вышла замуж за Уильяма Кавендиша, свадьба состоялась 10 апреля 1608 года. В честь свадьбы и заслуг своего отца невеста получила от короля Якова I приданое в размере 10000 фунтов стерлингов. У супругов было четверо детей (3 сына и дочь):
- Анна Кавендиш (ок. 1611 — 24 августа 1638), в 1632 году вышла замуж за Роберта Рича, 3-го графа Уорика (1611—1659);
- Уильям Кавендиш, 3-й граф Девонширский (10 октября 1617 — 23 ноября 1684), старший сын и преемник отца;
- Чарльз Кавендиш[англ.] (1620—1643), генерал-роялист во время Гражданской войны, погиб в сражении;
- Генри Кавендиш (? — апрель 1620), умер в детстве[3].

В 1618 году её супруг наследовал отцу в качестве графа Девонширского и она подписывалась как графиня Девонширская. После смерти мужа Кристиан взяла опеку над старшим сыном и наследником Уильямом, а также управляла графством, увеличив стоимость поместий благодаря грамотному управлению. Во время Английской революции она поддерживала Карла I, став одной из преданных сторонниц и её преданность королю усилилась после гибели второго сына Чарльза в битве при Гейнсборо.
После свержения короля и его казни она сохранила дружественные отношения с лидерами роялистов, которые были в изгнании, и с лордом-протектором Оливером Кромвелем. Спустя несколько лет, в 1660 году была восстановлена монархия и король Карл II и королева-мать часто навещали её в Рохэмптоне и поддерживали с ней близкие отношения.
Скончалась 16 января 1675 года на 80-м году жизни, была похоронена в Дерби 18 февраля.